# Cơm tấm
Le cơm tấm, ou cơm tấm sườn bì chả, est un plat vietnamien préparé à partir de grains de riz brisés. Tấm désigne les grains de riz brisés tandis que cơm désigne le riz cuit,. Ce plat est aussi connu sous le nom de cơm tấm Sài Gòn, variante servie notamment au sud du Viêt Nam, à Hô-Chi-Minh-Ville (anciennement Saïgon). Il est parfois désigné sous le nom « riz aux (trois) trésors » dans les restaurants vietnamiens en France.
Il est habituellement servi avec diverses viandes et accompagnements : du porc grillé (travers de porc ou porc émincé), de la couenne de porc émincée parfumé au riz grillé (bì), de l'omelette de pâte de crevette cuite à la vapeur (trứng hấp), des crevettes grillées, du pain de viande à l'œuf (chả trứng).
Généralement, le riz et la viande sont servis avec divers légumes et saumurés. Le nước chấm assaisonne ce plat. L'assiette est parfois accompagnée d'un bol de bouillon de ciboule de Chine pour se rincer la gorge (canh).
Le principal ingrédient, les brisures de riz, est un calibre de riz moins cher produit au cours du battage des grains. Il est principalement utilisé comme ingrédient de l'industrie alimentaire ou pour nourrir les animaux en Europe et aux Amériques. Mais, en Afrique de l'Ouest et en Asie du Sud-Est, il est utilisé pour l'alimentation humaine. Le riz brisé contient moins de fibres et moins de nutriments mais a généralement le même contenu énergétique que le riz ordinaire.

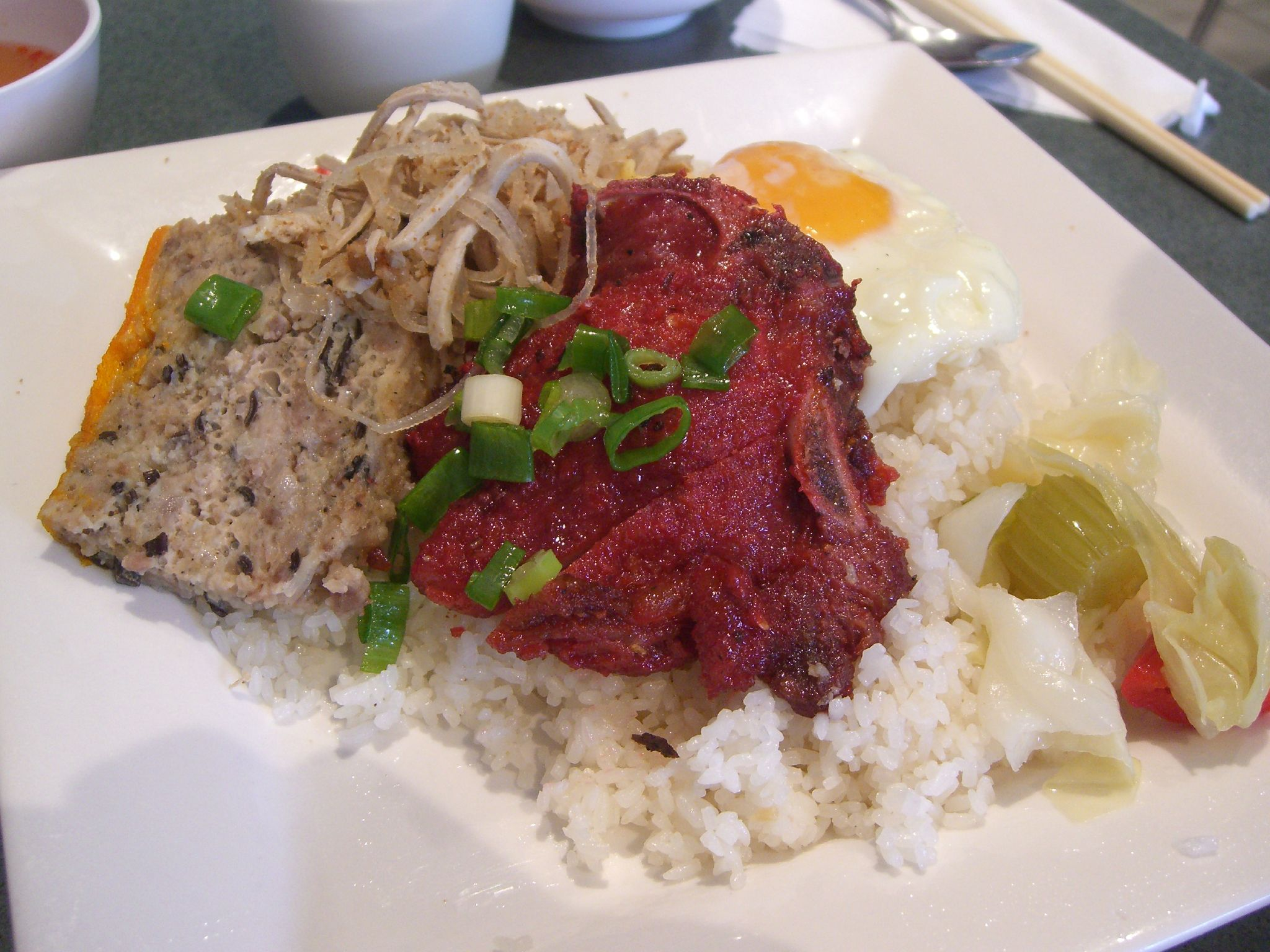
Cơm tấm sườn bì chả.
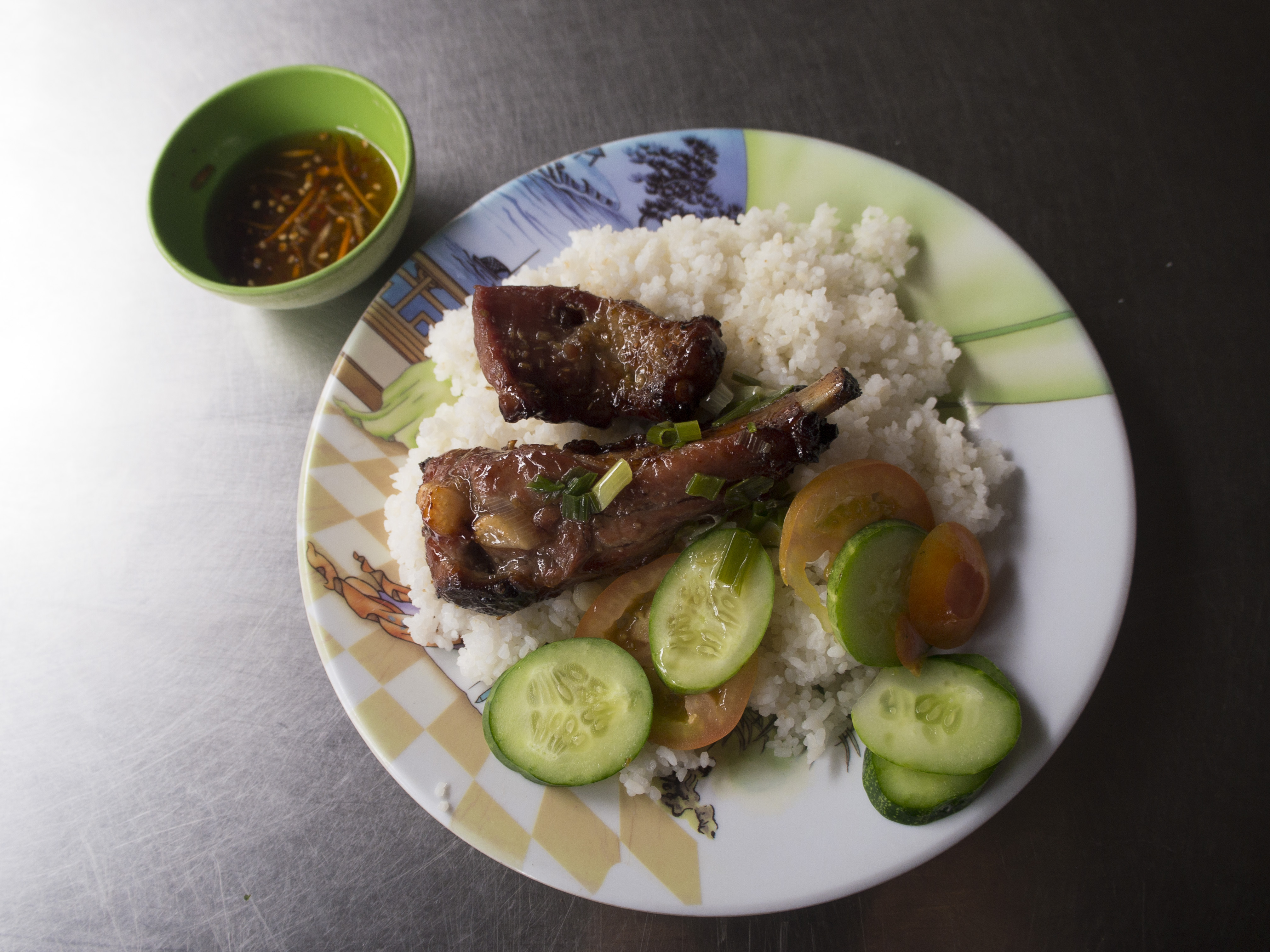
Cơm tấm sườn cây.

## Un plat populaire du Sud Viêtnam
Le riz concassé est appelé gạo tấm. Après avoir décortiqué les paddys (lúa), les grains de riz (gạo) concassés tombent à travers un tamis et sont collectés. Une fois cuit dans une marmite à vapeur, on l'appelle cơm tấm. Il n'est ni collant ni sec.
Du matin jusqu'à minuit, ce plat est servi sur les étals du marché ou sur les trottoirs, dans des restaurants climatisés et des gargotes le long des routes du sud, au centre et au nord du pays.
Le cơm tấm est arrivé jusqu'en France et aux États-Unis, où vivent des Vietnamiens d'outre-mer.

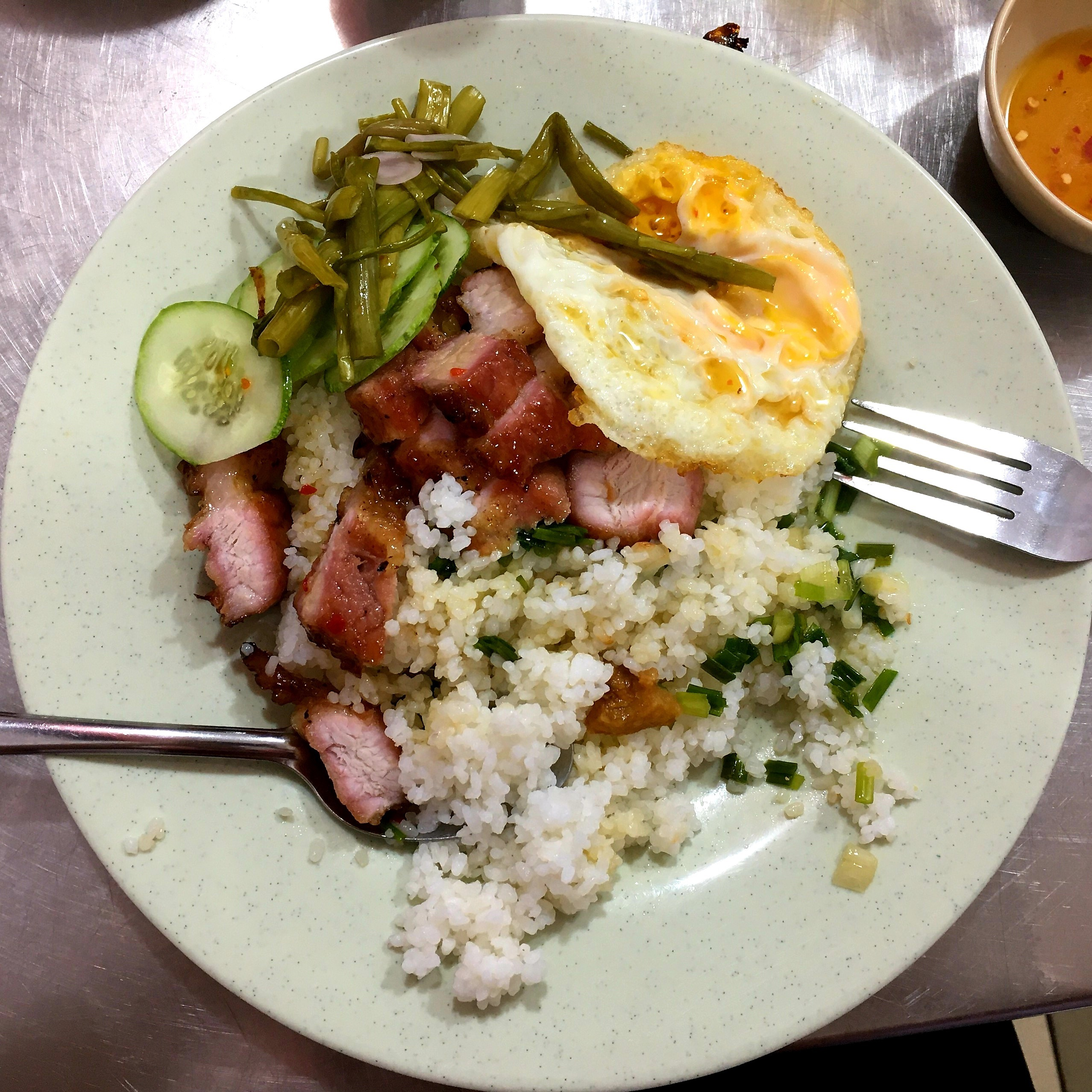
Cơm tấm sườn trứng, lardons et petit bol de nước mắm aigre-doux,.

Au Viêtnam, c'est un plat du quotidien populaire auprès des ouvriers, des écoliers, et même des routards.
Le cơm tấm bì chả est composé de :
- bì : la viande et couenne de porc coupées finement en lanières, cuites et assaisonnées avec du thính, de la poudre de riz grillée ;
- chả : du pâté fait avec des œufs de cane, de la viande de porc, des oreilles de judas (champignon séché) et des vermicelles hachés, assaisonné et cuit à la vapeur. La surface du chả est dorée au jaune d’œuf ;
- lardons rissolés (en vietnamien : tóp mỡ chiên), parfois remplacés par des cubes de pain frits avec de l'huile végétale.

On garnit le tout de ciboule sautée dans du lard ou de l'huile végétale et des lardons croustillants. Le tout est accompagné d'un petit bol de soupe de légumes.

## Garnitures
- Bì
- Chả
- Trứng ốp la (œuf au plat)

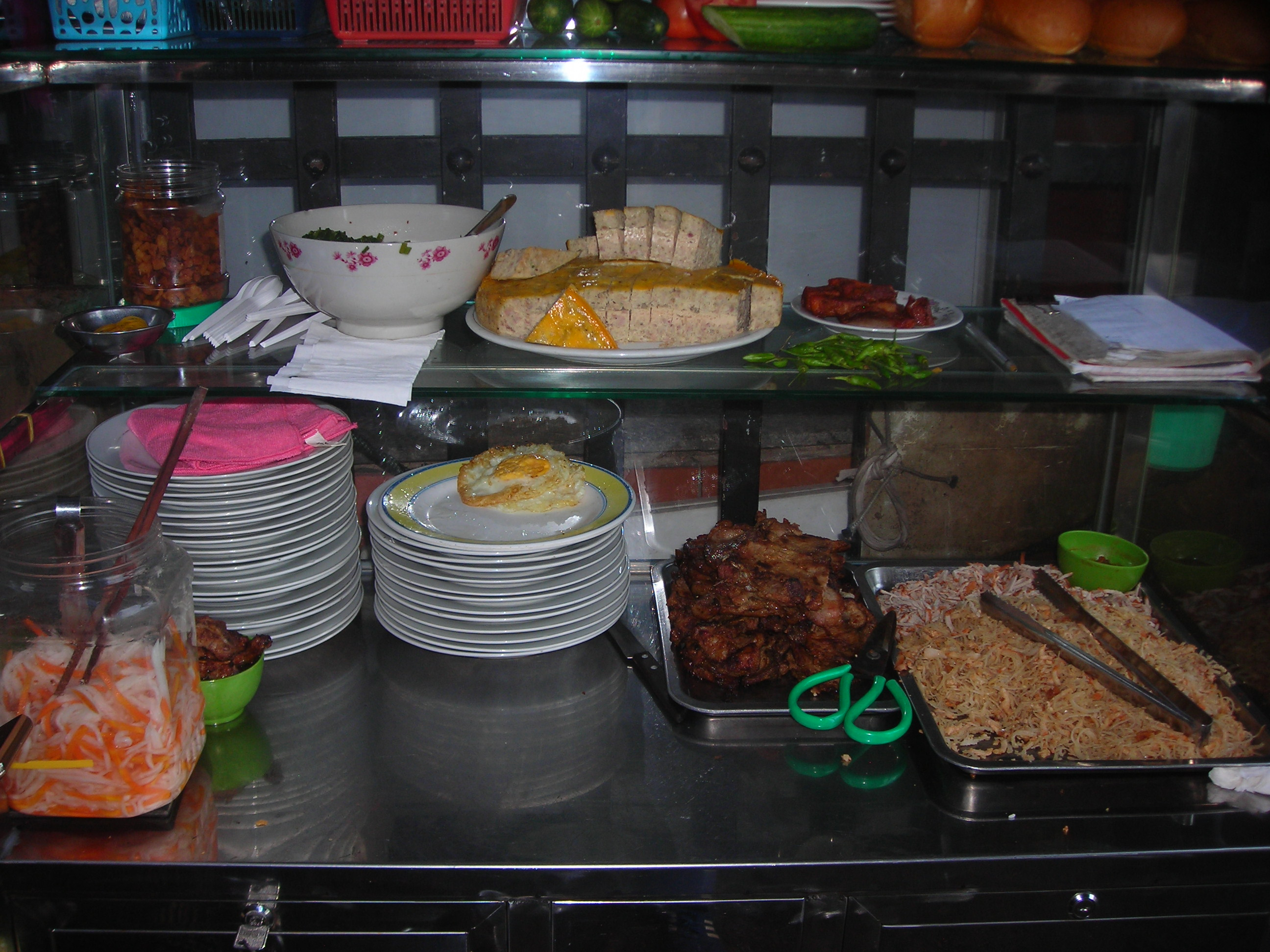
Étal d'un resto-trottoir avec lardons, bì, chả, œufs au plat, saucisses, côtelettes et condiments.

- Thịt heo và trứng vịt kho (viande de porc et œufs de cane mijotés)
- Tép rim (petites crevettes mijotées)
- Lạp xường tươi (saucisse fraîche à la vietnamienne)
- Xường nướng (côtelettes de porc grillées)
- Gà rô-ti (poulet rôti)
- Xíu mại (boulettes de porc à la chinoise)
- Cá mòi (sardines)

Le prix varie en fonction des garnitures choisies.

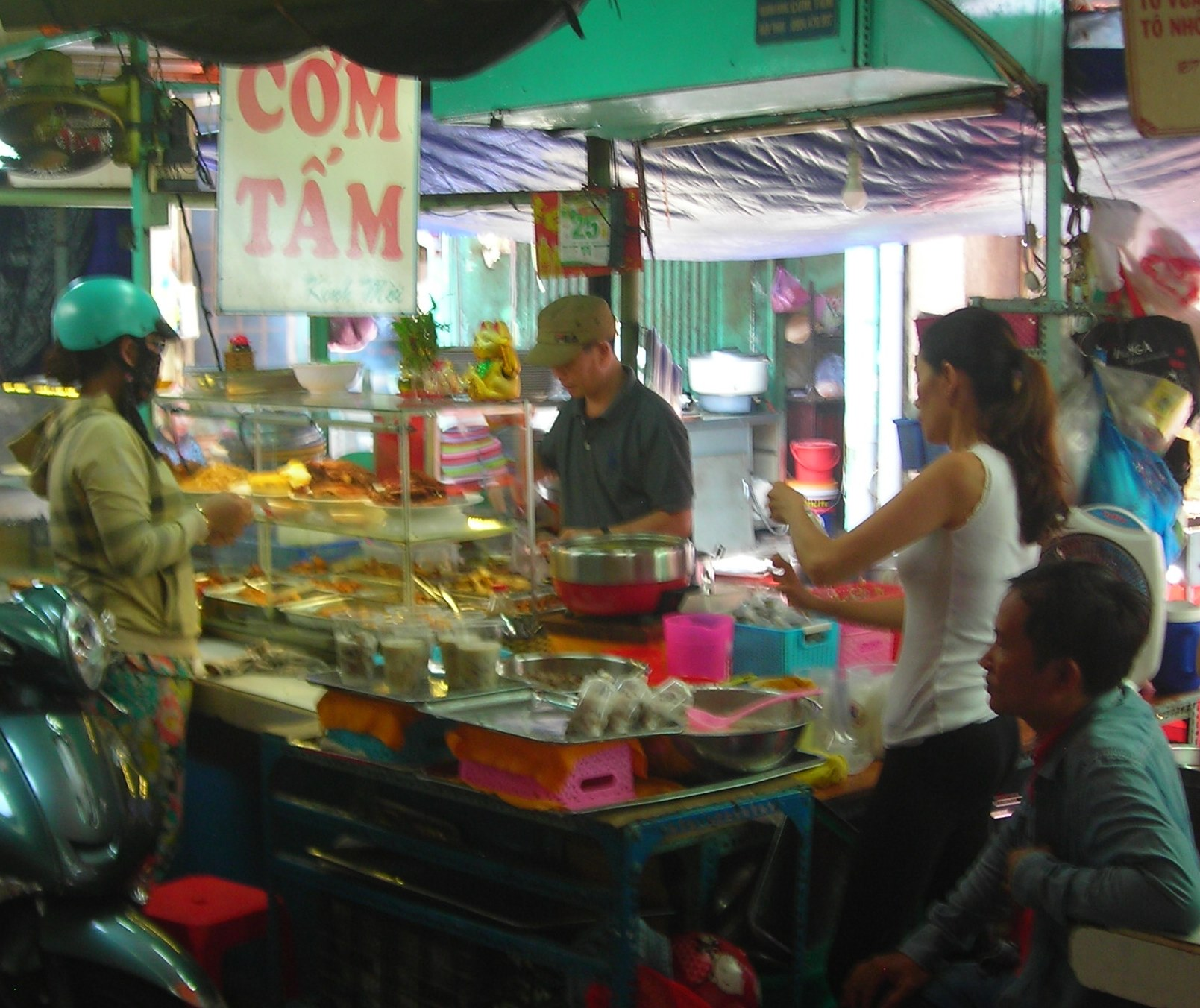
Étal de cơm tấm dans un marché à Saïgon.

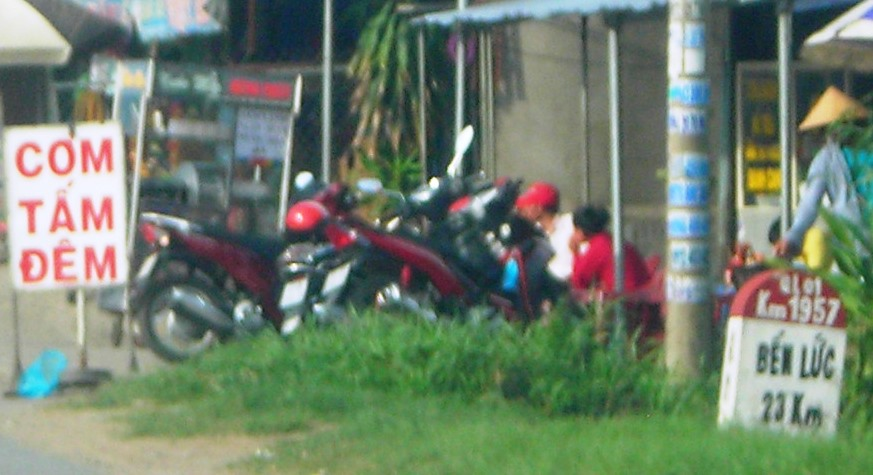
Panneau de cơm tấm đêm (de nuit) sur le long des routes.

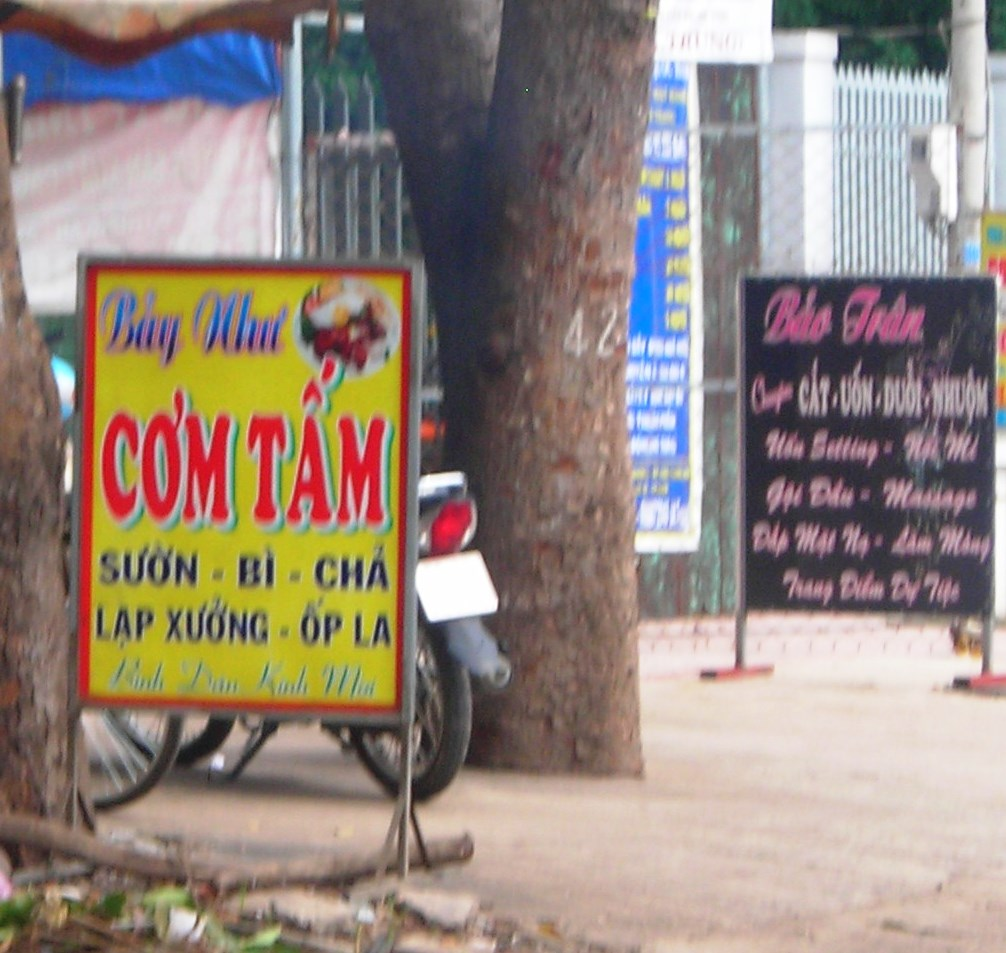
Partout, cơm tấm.